# Coppock
Coppock – miasto w Stanach Zjednoczonych, w stanie Iowa, w hrabstwach Henry, Washington i Jefferson.

## Demografia
Zgodnie ze spisem statystycznym z 2000, miasto liczyło 57 mieszkańców. W 2023 liczba mieszkańców spadła do 36 osób, a gęstość zaludnienia do 60 osób/km².